# ولسوالی غورماچ
غورماچ یکی از ولسوالی‌های ولایت بادغیس در شمال شرقی افغانستان است؛ که در مسیر شاهراه حلقوی افغانستان قرار دارد. در سال ۲۰۰۸ میلادی غورماچ به دلیل دوری زیاد از مرکز ولایت بادغیس، به ولایت فاریاب واگذار شد و هم‌اکنون جزئی از ولایت فاریاب به مرکزیت شهر میمنه محسوب می‌شود. جمعیت آن در سال ۱۳۹۸ هجری خورشیدی، ۶۱٬۲۳۷ نفر اعلام شده‌است.
مساحت این ولسوالی ۲٬۰۸۳ کیلومتر است.
این ولسوالی از شمال با ترکمنستان از غرب با ولسوالی بالامرغاب ولایت بادغیس و از شرق با ولسوالی المار و ولسوالی قیصار همسایه است.

## ترکیب قومی
بر اساس آمار وزارت احیا و انکشاف دهات ۹۵٪ درصد مردم این ولسوالی از قوم پشتون هستند و ۲٪ درصد تاجیک و ۲٪؜ درصد ترکمن و ۱٪ درصد هم بلوچ هستند.

## کشت کوکنار
کشت کوکنار در ولسوالی غورماچ بعد از فروپاشی رژیم طالبان در سال ۲۰۰۱ میلادی رشد فزاینده‌ای داشت. گرچه برنامهٔ محو کشت کوکنار دولت حامد کرزی دست‌آوردهایی در بهار ۲۰۰۷ داشت.
بنابر آمارها در سال ۱۳۹۵ در ولسوالی غورماچ بیش از ۱۷هزار جریب زمین زیر کشت کوکنار قرار گرفته‌است

## امنیت
ولسوالی غورماچ یکی از ولسوالی‌های ناآرام ولایت فاریاب است. این ولسوالی هر از گاهی بین دولت افغانستان و طالبان مسلح دست به دست می‌شود. معلم نورالدین ولسوال غورماچ در ۱۶ سپتامبر ۲۰۰۷ از سوی طالبان به گروگان گرفته شد؛ و بعد چند روز دوباره آزاد شد.
از سال ۲۰۰۷ میلادی به بعد بیشتر مناطق ولسوالی غورماچ در دست طالبان بوده‌است. غورماچ یک بار در ۲۶ میزان ۱۳۹۴ به دست طالبان سقوط کرد که در اثر آن عبدالمجید گلیم بافی قوماندان امنیه این ولسوالی به همرای ۱۲ سرباز دیگر به اسارت طالبان درآمدند و بعداً توسط این گروه کشته شدند. این ولسوالی یک یا دو روز بعد دوباره به تصرف دولت افغانستان درآمد ولسوالی غورماچ یک سال بعد و در تاریخ ۲۰ میزان ۱۳۹۵ دوباره به تصرف گروه طالبان درآمد که پس از گذشت چند روز با سفر شخص جنرال دوستم و سربازان دولتی و طرفدار او در تاریخ ۲۹ میزان ۱۳۹۵ به تصرف دولت درآمد در هنگام عملیات جنرال دوستم برای پاکسازی این ولسوالی در تاریخ ۲۵ میزان ۱۳۹۵ به کاروان دوستم حمله شد که در اثر آن تعدادی از نزدیکان ژنرال دوستم کشته شدند

## مراکز آموزشی
در این ولسوالی یک لیسه، سه مکتب متوسطه، و سیزده مکتب ابتدایی وجود دارد.

## آمار و ارقام اجتماعی
بر اساس آمار دفتر سازمان ملل متحد در افغانستان ولسوالی غورماچ، دارای (۲۲۱ قریه) است. قریه جات قابل تذکر این ولسوالی عبارتند از: آبگرمک، ارزنک، دوآبی، غوربند، حسین، جوی شور، کاریز، خاتون، خوشکی، پاماختو، پتو، رنگین، راشد، سرتکت، سوریوون، سنجیدک و شر شاری می‌باشند.
ولسوالی غورماچ دارای ۶۰ شورای انکشافی و دارای سه حوزه بزرگ به نام‌های (حوزه زمانزایی، حوزه اچکزایی و حوزه توخی) می‌باشد.
لست شوراهای انکشافی قریه جات و فاصله آنها از مرکز ولسوالی:
۱
۲۰. پیتو خورد 5Km
۲۱. پیتو کلان 5Km
۲۲. حاجی عبدالظاهر 4Km
۲۳. نیکه خیل15 Km
۲۴. نغاره خانه خشکی11Km
۲۵. شیرعلی خان 8Km
۲۶. غاشوزایی حاجی ادهم3Km
۲۷. غاشوزایی بالا3km
۲۸. غاشوزایی خیرالدین3Km
۲۹. کاریز محمد خان 12Km
۱۰. کاریز شادوزایی 15 Km
۱۱. نغارخانه 12 Km
۱۲. دهن پای مختو 15 Km
۱۳. ارزنک25 Km
۱۴. سرچشمه غورماچ7Km
۱۵. ارباب علی خان8Km
۱۶. منصورزایی9Km
۱۷. حاجیان چورمی7Km
۱۸. نیکبیزایی 7Km
۱۹. کبلازایی10Km
۱. حاجی آقا محمد 5Km
۲. قلعه ولی زمانزایی 7Km
۳. محمدالدین خان 8 Km
۳. حاجی نورمحمد 8 Km
۴. عثمان خان 8Km
۵. حاجی ظریف خان12 Km
۶. مستوخیل 12 Km
۷. مستوخیل عبدالله 12Km
۸. مستوخیل غوث الدین 12Km
۹. گلی خیل احمد 15 Km
۴۸. گلی خیل حاجی سیدگل15Km
۴۹. جرسیاه25Km
۵۰. مالیزایی 24Km
۵۱. پشته هموار27Km
۵۲. کاریز عبدالروف خان15Km
۵۳. محمدامان 20Km
۵۴. تخت خاتون 15Km
۵۵. میان تیرک10Km
۵۶. شرشر سوری20Km
۳۹. خواجه لنگری25Km
۴۰. بسم الله خان24Km
۴۱. دهن شرشر20Km
۴۲. آب گرمک علیا10 Km
۴۳. آب گرمک سفلی15 Km
۴۴. آب گرمک وسطی 16 Km
۴۵. سرچشمه آبگرمک13 KM
۴۶. توتک باران خان24Km
۴۷. توتک محمدی23Km
۳۰. توتک جهانگیر25Km
۳۱. توتک ضیاوالدین24Km
۳۲. تیزناوه 26Km
۳۳. تیزناوه عبیدالله 25 Km
۳۴. شرشر عظیم خان25Km
۳۵. شرشر امیرتوکل24Km
۳۶. ارباب حلیم1 Km
۳۷. تحت بازار حاجی احمد
۳۸. قلعه کهنه1Km
۵۷. پیلو سرخ 25Km
۵۸. شادی کم 20Km
۵۹. شرشر اسدالله 20Km
۶۰. تیزناوه نجم الدین 25 Km